# Lipotriches blandula
Lipotriches blandula är en biart som först beskrevs av Joseph Vachal 1903.  Lipotriches blandula ingår i släktet Lipotriches och familjen vägbin. Inga underarter finns listade i Catalogue of Life.